# Felice Casson
Pour les articles homonymes, voir Casson (homonymie).
Felice Casson, né le 5 août 1953, à Chioggia, est un juge et homme politique italien, 
membre du Parti démocrate.

## Biographie

### Carrière judiciaire
Felice Casson entre dans la magistrature en 1980 en tant que procureur. Il est connu pour avoir enquêté sur l'influence du réseau Gladio, mis en place par l'OTAN en principe pour contrer une éventuelle invasion soviétique.

### Carrière politique
En 2005, il quitte la profession de magistrat pour se présenter à la mairie de Venise. Son adversaire Massimo Cacciari, maire sortant, le bat au second tour. Casson est élu sénateur sur la liste des Démocrates de gauche lors des élections de 2006.
En 2015, il est à nouveau candidat à la mairie de Venise, mais il est battu au second tour le 14 juin par Luigi Brugnaro.

## Œuvres
- (it) Lo stato violato (1985)
- (it) Servizi segreti e il segreto di stato (1992)
- (it) La fabbrica dei veleni (2007)